# HârnWorld
HârnWorld (verkürzt oft Hârn genannt) ist eine fiktive Rollenspielwelt für Fantasy-Rollenspiele. Ihr Schöpfer ist der Kanadier N. Robin Crossby. Erstmals wurde HârnWorld 1983 von Columbia Games Inc. (CGI) veröffentlicht, wo sie bis heute im Druck ist. Sie gehört damit zu den ältesten und am längsten im Druck befindlichen kommerziellen Spielwelten. Die allermeisten Hârn-Veröffentlichungen sind nur auf Englisch erschienen, aber in den 1990er Jahren gab es eine deutschsprachige Übersetzung einiger Titel. Übersetzungen in andere Sprachen hat es nie gegeben.

## Beschreibung der Welt
HârnWorld ist eine klassische Fantasy-Welt, die auf dem feudalen europäischen Mittelalter beruht und starke Anleihen bei J. R. R. Tolkiens Mittelerde macht. Magie existiert ebenso wie die nichtmenschlichen intelligenten Völker der Elfen, Zwerge und Gargun, der hârnischen Variante von Orks. Allerdings werden diese typischen Fantasy-Elemente vergleichsweise spärlich eingesetzt. So ist Magie eher subtil, Magier sind sehr selten und nur die allerwenigsten von ihnen verfügen über mächtige Kräfte. Insgesamt wird bei HârnWorld versucht, so „realistisch“ wie möglich zu bleiben. Das bedeutet, dass der Einfluss von übernatürlichen Fantasy-Elementen bewusst so gering gehalten wird, dass sich die Beschreibung der Welt kaum veränderte, wenn sie ganz gestrichen würden. Auf einfache Einteilungen in „Gut“ und „Böse“ wird vollständig verzichtet. Außerdem wird sehr viel Wert darauf gelegt, dass die physischen und sozialen Grundlagen der Welt so konsistent und plausibel wie möglich gehalten werden. Die Gesellschaftsform in der Mehrzahl der offiziell beschriebenen Königreiche beruht auf dem Prinzip der Grundherrschaft, die in den Publikationen genau beschrieben wird.
Die Religion Hârns beruht auf einem Pantheon von zehn Göttern und den dazugehörigen Kirchen. Die Kirchen sind keine monolithischen Organisationen, sondern sie sind in viele Orden und Sekten aufgeteilt. Dabei haben die unterschiedlichen Kulturen Hârns teilweise auch unterschiedliche Vorstellungen der einzelnen Götter. Ungewöhnlich am Konzept der Götterwelt Hârns ist, dass in den Publikationen offenbleibt, ob die Götter wirklich existieren oder ob es sich um bloße Vorstellungen der Einwohner Hârns handelt. Diese Frage kann jeder Spielleiter für seine Version der Spielwelt entscheiden.
Hârn ist eigentlich der Name einer Insel auf einem Planeten namens Kethira. Die Geographie Kethiras ähnelt in einiger Hinsicht der der Erde. So finden sich drei Kontinentalmassen, die in ihren Umrissen grob an die entsprechenden Landmassen auf der Erde erinnern: Lythia (Eurasien und Afrika), Kamerand (Nord- und Südamerika) und Mernat (Australien). Hârn ist eine Insel nordwestlich des größten Kontinents Lythia, die nach Lage und Klima ungefähr Großbritannien entspricht, aber etwa drei Mal so groß ist. Die Insel und einige in der Nähe liegenden Gebiete des Kontinents Lythia sind die mit Abstand am besten beschriebenen Teile von HârnWorld.
Hârn selbst ist sehr dünn besiedelt und wird von den Kontinental-Lythianern als provinziell und hinterwäldlerisch angesehen. Zwar gibt es insgesamt neun Staatsgebilde (von denen je eins von Zwergen und Elfen bewohnt wird), aber diese sind nur Inseln der Zivilisation. Der mit Abstand größte Teil des Landes besteht aus Wildnis (hauptsächlich Wälder und Gebirge), die von mehreren, teilweise nomadisierenden Barbarenvölkern und den schon genannten Gargun bewohnt werden.

## Charakteristika und Rezeption
Die HârnWorld-Publikationen zeichnen sich durch eine sehr hohe Detaillierung aus. Zusammen mit der großen Anzahl an Quellenbüchern, die es seit 1983 gegeben hat, gehört Hârn damit zu den am besten beschriebenen Rollenspielwelten. Besonderer Wert wird auf eine hohe Konsistenz der Welt gelegt. Es gehört zu den festen Prinzipien der Autoren von Hârn, dass niemals etwas bereits Veröffentlichtes in einer späteren Publikation verändert werden darf. Die Häufigkeit, mit der neue Quellenbücher erscheinen, ist bei Hârn traditionell sehr gering, was insbesondere an den sehr langwierigen Konsistenzprüfungen mit allen bereits erschienenen Publikationen liegt. Dadurch haben aber Spielleiter und Spieler den Vorteil, dass alle bisherigen Publikationen immer offiziell gültig bleiben und nicht durch spätere Auflagen oder neue Quellenbücher verändert werden.
Bis 2003 veröffentlichten N. R. Crossby und Columbia Games gemeinsam Hârn-Produkte. Im Juli 2003 kündigte Crossby einseitig seinen Vertrag mit Columbia Games und gründete den Online-Verlag Kelestia Publications Inc., der seither Material zu HârnWorld in elektronischer Form veröffentlicht. Columbia Games erkannte die Vertragskündigung nicht an und publizierte ebenfalls weiterhin Hârn-Material. Der Rechtsstreit, in dem sich die beiden Parteien gegenseitig Urheberrechts-Bruch vorwerfen, ist seither nicht gelöst. Der Streit ist für den Benutzer von HârnWorld von geringer praktischer Bedeutung, weil die beiden Parteien bisher nur Material über jeweils andere Bereiche von HârnWorld veröffentlichen. Es ist daher noch zu keinen Widersprüchen untereinander oder mit vor dem Streit veröffentlichten Artikeln gekommen.
Das Setting von HârnWorld spricht im Allgemeinen hauptsächlich solche Spieler und Spielleiter an, die einen hohen Grad an Detaillierung, Logik und Konsistenz von einer Rollenspielwelt erwarten, dafür aber auf spektakuläre Fantasy-Effekte eher verzichten. Dies trifft nur auf relativ wenige Rollenspieler zu, weshalb Hârn trotz seiner langen Geschichte immer nur einen sehr kleinen Teil des Rollenspielmarktes bedienen konnte. Wie es für solche Nischenprodukte typisch ist, existiert eine kleine, aber sehr engagierte Gemeinde von Fans. Eher ungewöhnlich am Fandom von Hârn ist der hohe Ausstoß von freien Fanprodukten (Hintergrundartikeln und Abenteuern), die in der inhaltlichen Qualität und dem Layout praktisch nicht von den offiziellen Produkten zu unterscheiden sind. Die Ursache dafür ist, dass sowohl Columbia Games als auch Kelestia Productions freie Mitarbeiter aus dem Fandom als Autoren und Illustratoren beschäftigen. Einige dieser freien Mitarbeiter schreiben aber auch viele der Fanartikel und veröffentlichen sie im Internet. So werden gelegentlich Artikel (oder Teile davon), die für eine offizielle Publikation vorgesehen waren, aus wirtschaftlichen oder technischen Gründen doch nicht veröffentlicht. Diese Artikel sind dann meistens sehr schnell als kostenloser Download auf einer Fanseite zu finden.

## HârnMaster
HârnWorld wurde von Anfang an unabhängig von jedem Regelwerk konzipiert. Bis heute enthält die Mehrzahl der Veröffentlichungen keine Angaben zu Spielwerten für irgendein System. Allerdings fand N. R. Crossby, dass keines der in den 1980er Jahren existierenden kommerziellen Systeme seinem Anspruch an „Realismus“ genügte. Daher veröffentlichte er sein eigenes System, HârnMaster, das besonders auf Hârn zugeschnitten ist. Die erste Auflage erschien 1986 ebenfalls bei Columbia Games. Sie wurde 1991 von Mania Productions in deutscher Übersetzung herausgegeben. Inzwischen gibt es mehrere neuere englische Auflagen, sowohl von Columbia Games als auch von Kelestia Productions.

## Veröffentlichungen
Fast alle Hârn-Veröffentlichungen sind in Form von einzeln durchnummerierten Artikeln (oder Kapiteln) erschienen.

### Veröffentlichungen von Columbia Games

Logo von Columbia Games

Seit 1996 hat Columbia Games begonnen, seine Produkte in Form von losen, gelochten Blättern zu veröffentlichen. Diese können in Ordner geheftet werden, die bei umfangreicheren Artikeln auch mit geliefert werden. Der Sinn dieser eher ungewöhnlichen Publikationsform ist, dass dadurch jeder Benutzer sein eigenes Ordnungssystem verwirklichen kann. Außerdem kann insbesondere der Spielleiter nur genau die Artikel zum Spiel mitnehmen, die tatsächlich benötigt werden. Seit 2008 können einige Artikel auch online als PDF bezogen werden.
Die folgende Veröffentlichungs-Liste ist nicht vollständig, sondern gibt nur einige wichtige Einzelpublikationen und die Namen der Veröffentlichungsreihen an.
- HârnWorld (1983) – Das grundlegende Werk zu Hârn mit einer Einführung in Gesellschaft, Geschichte, Geographie usw. 1990 gab es eine kaum veränderte zweite Auflage.
- Encyclopedia Hârnica (1984–1985) – Eine Veröffentlichungsreihe, bei der in jeder der insgesamt 16 Ausgaben mehrere, nicht unbedingt zusammengehörige Artikel zu verschiedensten Aspekten Hârns erschienen.
- Gods of Hârn – The Libram of the Pantheon (1985) – Eine Beschreibung der zehn Götter Hârns sowie ihrer Kirchen und Anhänger.
- Lythia (1985) – Übersichtsmodul über den größten Kontinent Kethiras
- Castles of Hârn (1987) – Detaillierte Beschreibung von sechs hârnischen Festungen, ihren Bewohnern und den umgebenden Siedlungen.
- Kingdom Modules (1980er–heute) – Eine Reihe von Modulen, von denen jedes eins der Königreiche auf der Insel Hârn beschreibt. Von einigen Modulen gibt es inzwischen eine zweite Auflage.
- Hârnlore (1987–1992) – Die Nachfolgeserie zur Encyclopedia Hârnica, die in Form eines Magazins gehalten ist. Insgesamt gab es elf Ausgaben.
- HârnPlayer (1994) – Eine Einführung in HârnWorld speziell für Spieler.
- HârnQuest (seit 2002) – Eine Reihe von Veröffentlichungen, bei der ähnlich wie in den älteren Encyclopedia Hârnica und Hârnlore jeweils mehrere, nicht unbedingt zusammengehörige Artikel veröffentlicht werden. Anders als bei den Vorgängerreihen können durch die Loseblatt-Struktur die Artikel aber auch einzeln bezogen werden. HârnQuest erscheint etwa vier Mal im Jahr.
- Electronic Atlas: Kanday (2007) – 69 Karten des Königreichs Kanday als Vektorgrafik auf CD-ROM.

### Veröffentlichungen von Kelestia Productions
Die meisten Produkte von Kelestia Productions werden ausschließlich online im PDF-Format angeboten. Die bisherigen Veröffentlichungen sind:
- Evánekin (2003) – Beschreibung einer Festung mit umliegender Stadt auf Chelemby
- Atlas Keléstia: Folio 1 (2004) – Übersichtskarten der Insel Chelemby und der nahe gelegenen Festlandsküste von Lythia
- Kolâdis (2004) – Beschreibung eines Fischerhafens mit einer kleinen Stadt und einer Festung auf Chelemby
- Kingdom of Chélemby (2005) – Beschreibung eines kleinen Inselkönigreichs zwischen Lythia und der Insel Hârn
- Kéthîra (2005) – Übersichtsmodul über den gesamten Planeten
- Chélemby Interactive (2007) – Interaktive Karten der Stadt Chelemby
- Kingdom of Lédenheim (2008) – Beschreibung eines mächtigen, feudalen Reiches im Westen von Lythia
- Hârn Regional Map (2008) – Übersichtskarte der Insel Hârn (auch als gedrucktes Poster erschienen)
- Chelemby City (2009) – Stadtbeschreibung der Hauptstadt des gleichnamigen Königreiches

Schon vor der Gründung von Kelestia Productions hatte N. R. Crossby einige kleinere Hintergrundtexte in kleiner Auflage im Selbstverlag herausgegeben. Zwei davon erschienen 2003 bei Kelestia Productions erneut:
- On Divinity – Ein 20-seitiges Essay über die Auswirkungen des Polytheismus in einer Rollenspielwelt
- Lost Gods: Libram of the Nushénic Pantheon – Die Beschreibung des ursprünglichen Pantheons der Götter HârnWorlds

### Veröffentlichungen von Auran
1998 vergaben Columbia Games und Crossby gemeinsam die Rechte für die elektronische Publikation von Hârn-Produkten an den australischen Spiele-Produzenten Auran. Die Geschäftsbeziehung wurde aber Anfang 2002 wieder beendet, nicht zuletzt aufgrund massiver Kritik an Auran aus dem Fandom.
Auran veröffentlichte in dieser Zeit nur ein einziges Produkt, Web of the Widow, das 2001 erschien. Web of the Widow ist ein Abenteuermodul auf CD, das neben Spielwerten für HârnMaster auch Werte für das d20-System enthält. Außerdem sind auf der CD 3D-Computergrafiken von neun Schlüsselszenen des Abenteuers, die mit Musik- und Geräuschuntermalung während des Spiels den Spielern gezeigt werden können.

### Romane
2005 erschien der erste und bisher einzige HârnWorld-Roman unter dem Titel The Fragment - The House of Kand: Book 1 (ISBN 0-9769950-0-X). Der Autor ist Lance Bond, ein bis dahin praktisch unbekannter kanadischer Fan, dessen Erstlingswerk The Fragment ist. Das Buch wurde bei Argon Publishing Inc. veröffentlicht, ein Verlag, der 2004 von den Eigentümern von Columbia Games gegründet wurde.

### Deutsche Veröffentlichungen
In den 1990er Jahren veröffentlichte der Düsseldorfer Verlag Mania Productions einige wenige übersetzte Quellenbücher unter der Lizenz von Columbia Games in deutscher Sprache. Dies war die einzige fremdsprachige Übersetzung von Hârn-Publikationen, die es gab. Mania Productions hat seine Tätigkeiten inzwischen eingestellt.
- Buch der Burgen (1990) – Die Übersetzung von Castles of Hârn
- Buch der Götter – Das Libram des Pantheon (1992) – Die Übersetzung von Gods of Hârn, die um HârnMaster-Regeln für priesterliche Wundertaten ergänzt wurde.
- Die Toten des Winters (1993) – Ein von deutschen Autoren geschriebenes Abenteuermodul, das 1997 gekürzt und leicht verändert ins Englische übersetzt wurde.
- HârnWorld (1997)

Außerdem gab es ein von Fans unter dem Label Lantern Productions herausgegebenes Magazin namens Var-Hyvrak. Es erschienen insgesamt sieben Ausgaben in den Jahren von 1993 bis 1996.